# Normanton-on-Cliffe
Normanton-on-Cliffe är en ort och civil parish (benämnd Normanton) i Storbritannien.   Den ligger i grevskapet Lincolnshire och riksdelen England, i den sydöstra delen av landet, 170 km norr om huvudstaden London. Normanton-on-Cliffe ligger 57 meter över havet och antalet invånare är 204.
Terrängen runt Normanton-on-Cliffe är platt. Runt Normanton-on-Cliffe är det ganska tätbefolkat, med 139 invånare per kvadratkilometer. Närmaste större samhälle är Grantham, 11,1 km söder om Normanton-on-Cliffe. Trakten runt Normanton-on-Cliffe består till största delen av jordbruksmark.